# Hoksem

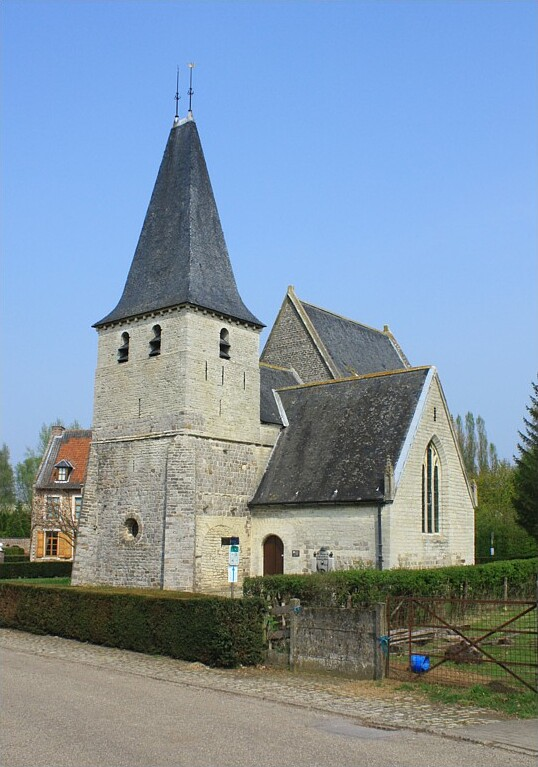
Sint-Jan-Evangelistkerk

Hoksem is een tot de Vlaams-Brabantse gemeente Hoegaarden behorend dorp in België.
Hoksem behoorde vroeger gedeeltelijk tot de gemeente Kumtich en gedeeltelijk tot de gemeente Hoegaarden, maar de aanleg van de E40 maakte dat Hoksem van Kumtich geïsoleerd raakte en uiteindelijk na de fusies van gemeenten in 1977 bij Hoegaarden werd gevoegd en niet zoals de rest van Kumtich bij Tienen.
In de jaren negentig van de vorige eeuw werd de plaatsnaam Hoxem gewijzigd in Hoksem. De stad Tienen gebruikt in hun straatnamenlijst nog steeds namen als: Hoxemsesteenweg, die volgens de Spellingswet niet met x geschreven horen te worden, maar met ks.

## Bezienswaardigheden
- De Sint-Jan-Evangelistkerk met romaanse toren.
- Het Kapittelhuis, uit het laatste kwart van de 18e eeuw.
- De Watermolen van Hoksem

## Natuur en landschap
Hoksem ligt aan de Menebeek of Molenbeek op een hoogte van 56-70 meter.
- De Mene-Jordaanvallei is een natuurgebied van meer dan 100 hectare tussen Meldert en Hoksem.

## Geboren in Hoksem
- Johannes Hocsemius (1278-1348), kroniekschrijver in het prinsbisdom Luik

## Nabijgelegen kernen
Oorbeek, Kumtich, Meldert, Hoegaarden